# Rock DJ
«Rock DJ» (с англ. — «Рок-диджей») — песня британского певца Робби Уильямса с альбома Sing When You're Winning.
Получила награды «Лучшая песня» на MTV Europe Music Awards 2000 и «Лучший британский сингл года» Brit Awards 2001 и стала третьим синглом № 1 для Уильямса на родине, получив платиновый статус продаж BPI и войдя в Топ-10 многих стран.
Композиция содержит сэмпл струнной секции из «It’s Ecstasy When You Lay Down Next to Me» Барри Уайта и фрагменты «Can I Kick It?» A Tribe Called Quest и «La Di Da Di» Slick Rick & Doug E. Fresh.

## Музыкальное видео
В видео Робби Уильямс танцует стриптиз перед женской аудиторией и девушкой-диджеем (её играет Лоурен Голд), раздеваясь до скелета. В конце появляется надпись: «Ни один Робби Уильямс не пострадал при съёмках этого видео». На церемонии Brit Awards 2001 клип получил награду «Лучшее британское видео года». Режиссёр — Вон Арнелл.
Многие музыкальные каналы — VH1 Europe, VIVA (Германия), MCM (Франция), The Box (Великобритания), — вырезали окончание видео. Некоторые каналы заменяли концовку повторением предыдущих сцен. В Доминиканской Республике видео запрещено к показу.
Видео появляется в качестве примера использования мотива «танца с мертвецами» в книге о средневековых образах смерти в искусстве и литературе.
Существует альтернативное видео с Уильямсом, записывающим песню в студии.

## Трек-лист
Британский и австралийский CD-сингл
1. «Rock DJ» — 4:15
2. «Talk to Me» — 3:28
3. «Rock DJ» (Player One Remix) — 5:34

Британский DVD-сингл
1. «Rock DJ» (full length video)
2. «Rock DJ» (a short documentary feature)

Европейский CD-сингл
1. «Rock DJ» — 4:15
2. «Talk to Me» — 3:28

## В записи участвовали
- Robbie Williams – вокал
- Guy Chambers – клавишные, аранжировки
- Andy Caine – бэк-вокал
- Derek Green – бэк-вокал
- Katie Kissoon – бэк-вокал
- Sylvia Mason-James – бэк-вокал
- Tessa Niles – бэк-вокал
- Paul "Tubbs" Williams – бэк-вокал
- Steve Power – вокодер, сведение
- Neil Taylor – электрогитара
- Winston Blissett – бас-гитара
- Andy Duncan – программирование ударных
- Dave Bishop – духовые
- Neil Sidwell – духовые
- Steve Sidwell – духовые
- London Session Orchestra – оркестр
- Gavyn Wright – концертмейстер
- Nick Ingman – оркестровка
- Richard Flack – Pro Tools
- Tony Cousins – мастеринг

Источник:

## Чарты
| Чарт (2000–2001)                    | Наив. позиция |
| ----------------------------------- | ------------- |
| Австралия (ARIA)                    | 4             |
| Австрия (Ö3 Austria Top 40)         | 7             |
| Бельгия/Валлония (Ultratop 50)      | 16            |
| Бельгия/Фландрия (Ultratop 50)      | 18            |
| Великобритания (OCC UK Singles)     | 1             |
| Венгрия (Mahasz)                    | 6             |
| Германия (GfK)                      | 9             |
| Дания (IFPI)                        | 7             |
| Европа (Eurochart Hot 100)          | 5             |
| Ирландия (IRMA)                     | 1             |
| Исландия(Íslenski Listinn Topp 40)  | 1             |
| Испания (PROMUSICAE)                | 3             |
| Италия (FIMI)                       | 3             |
| Канада (RPM Top Singles)            | 25            |
| Канада (RPM Adult Contemporary)     | 47            |
| Коста-Рика (El Siglo de Torreón)    | 1             |
| Нидерланды (Dutch Top 40)           | 6             |
| Нидерланды (Single Top 100)         | 11            |
| Новая Зеландия (Recorded Music NZ)  | 1             |
| Норвегия (VG-lista)                 | 8             |
| Польша (Polish Airplay Charts)      | 7             |
| Португалия (AFP)                    | 6             |
| США (Billboard Dance Club Songs)    | 24            |
| Финляндия (Suomen virallinen lista) | 15            |
| Франция (SNEP)                      | 40            |
| Чехия (IFPI)                        | 3             |
| Шотландия (OCC Scotland)            | 1             |
| Швеция (Sverigetopplistan)          | 18            |
| Швейцария (Schweizer Hitparade)     | 9             |

| Чарт (2000)                         | Позиция |
| ----------------------------------- | ------- |
| Австралия (ARIA)                    | 21      |
| Бельгия (Ultratop 50 Фландрия)      | 94      |
| Бельгия (Ultratop 50 Валлония       | 76      |
| Великобритания (OCC)                | 5       |
| Германия (Official German Charts)   | 78      |
| Европа (Eurochart Hot 100)          | 38      |
| Ирландия (IRMA)                     | 6       |
| Исландия (Íslenski Listinn Topp 40) | 12      |
| Нидерланды (Dutch Top 40)           | 34      |
| Нидерланды (Single Top 100)         | 70      |
| Новая Зеландия (Recorded Music NZ)  | 21      |
| Швейцария (Schweizer Hitparade)     | 59      |

| Чарт (2000–2009) | Позиция |
| ---------------- | ------- |
| UK Singles (OCC) | 41      |

## Сертификации
| Регион | Сертификация | Продажи   |
| --- | ------------ | --------- |
| Австралия (ARIA) | Платиновый   | 70 000^   |
| Великобритания (BPI) | Платиновый   | 1,100,000 |
| Новая Зеландия (RMNZ) | Золотой      | 5000*     |
| * Данные о продажах приведены только на основе сертификации. ^ Данные о тиражах приведены только на основе сертификации. |              |           |